# Società Sportiva Calcio Palermo 1977-1978
Questa voce raccoglie le informazioni riguardanti la Società Sportiva Calcio Palermo nelle competizioni ufficiali della stagione 1977-1978.

## Stagione
Al quinto anno consecutivo in Serie B, il Palermo ottiene un 6º posto, arrivando a soli 4 punti dalla zona promozione, sfiorandola come nella stagione 1974-1975, a seguito anche di un calo fatale nel finale, frutto delle sconfitte nella terzultima e ultima giornata, perdendo nuovamente con il Catanzaro (stavolta neopromosso) nel primo caso e nel secondo caso perdendo con il Cesena, inframezzate da un pareggio di troppo nella penultima partita, contro la Cremonese. In Coppa Italia la squadra, costruita per il campionato, viene eliminata nella prima fase dopo due pareggi e due sconfitte.

## Rosa
| N. |                   | Ruolo | Calciatore             |
| -- | ----------------- | ----- | ---------------------- |
|    | Italia (bandiera) | P     | Antonino Trapani       |
|    | Italia (bandiera) | P     | Lorenzo Frison         |
|    | Italia (bandiera) | P     | Giuseppe Guzzardi      |
|    | Italia (bandiera) | D     | Mirco Brilli           |
|    | Italia (bandiera) | D     | Salvatore Vullo        |
|    | Italia (bandiera) | D     | Mauro Di Cicco         |
|    | Italia (bandiera) | D     | Violante Silvio Iozzia |
|    | Italia (bandiera) | D     | Filippo Citterio       |
|    | Italia (bandiera) | D     | Giuseppe Puma          |
|    | Italia (bandiera) | D     | Giuseppe Beretta       |
|    | Italia (bandiera) | D     | Angelo Cracchiolo      |
|    | Italia (bandiera) | C     | Pasqualino Borsellino  |

| N. |                   | Ruolo | Calciatore         |
| -- | ----------------- | ----- | ------------------ |
|    | Italia (bandiera) | C     | Francesco Brignani |
|    | Italia (bandiera) | C     | Aldo Cerantola     |
|    | Italia (bandiera) | C     | Erminio Favalli    |
|    | Italia (bandiera) | C     | Valerio Majo       |
|    | Italia (bandiera) | C     | Fabrizio Larini    |
|    | Italia (bandiera) | C     | Carlo Osellame     |
|    | Italia (bandiera) | C     | Paolo Chirco       |
|    | Italia (bandiera) | C     | Dino Lugheri       |
|    | Italia (bandiera) | A     | Vito Chimenti      |
|    | Italia (bandiera) | A     | Sergio Magistrelli |
|    | Italia (bandiera) | A     | Andrea Conte       |

## Risultati

### Serie B

#### Girone di andata
| 11 settembre 1977 1ª giornata | Palermo | 0 – 0 | Sampdoria |  |

| 18 settembre 1977 2ª giornata | Rimini | 1 – 2 | Palermo |  |

| 25 settembre 1977 3ª giornata | Palermo | 2 – 0 | Monza |  |

| 2 ottobre 1977 4ª giornata | Pistoiese | 1 – 0 | Palermo |  |

| Arbitro: | Milan (Treviso) |

|                 |           |            |
| Chimenti II 75’ | Marcatori | 88’ Viganò |

| 16 ottobre 1977 6ª giornata | Ascoli | 3 – 2 | Palermo |  |

| 23 ottobre 1977 7ª giornata | Palermo | 0 – 0 | Cagliari |  |

| 30 ottobre 1977 8ª giornata | Palermo | 0 – 0 | Varese |  |

| 10 dicembre 1967 9ª giornata | Sambenedettese | 2 – 1 | Palermo |  |

| 13 novembre 1977 10ª giornata | Palermo | 0 – 0 | Taranto |  |

| 20 novembre 1977 11ª giornata | Avellino | 1 – 1 | Palermo |  |

| 27 novembre 1977 12ª giornata | Palermo | 2 – 0 | Como |  |

| 4 dicembre 1977 13ª giornata | Modena | 0 – 1 | Palermo |  |

| 11 dicembre 1977 14ª giornata | Palermo | 1 – 1 | Lecce |  |

| 18 dicembre 1977 15ª giornata | Bari | 1 – 1 | Palermo |  |

| 31 dicembre 1977 16ª giornata | Ternana | 2 – 1 | Palermo |  |

| 8 gennaio 1978 17ª giornata | Palermo | 1 – 1 | Catanzaro |  |

| 15 gennaio 1978 18ª giornata | Cremonese | 1 – 1 | Palermo |  |

| 22 gennaio 1978 19ª giornata | Palermo | 1 – 0 | Cesena |  |

#### Girone di ritorno
| 29 gennaio 1978 20ª giornata | Sampdoria | 1 – 1 | Palermo |  |

| 5 febbraio 1978 21ª giornata | Palermo | 2 – 0 | Rimini |  |

| 12 febbraio 1978 22ª giornata | Monza | 2 – 1 | Palermo |  |

| 19 febbraio 1978 23ª giornata | Palermo | 2 – 1 | Pistoiese |  |

| Arbitro: | Lapi (Firenze) |

|                                     |           |                               |
| Mutti 7’, 12’ Beccalossi 63’ (rig.) | Marcatori | 42’ (aut.) Podavini 76’ Conte |

| 5 marzo 1978 25ª giornata | Palermo | 1 – 1 | Ascoli |  |

| 12 marzo 1978 26ª giornata | Cagliari | 1 – 1 | Palermo |  |

| 26 marzo 1978 27ª giornata | Varese | 1 – 0 | Palermo |  |

| 2 aprile 1978 28ª giornata | Palermo | 0 – 0 | Sambenedettese |  |

| 9 aprile 1978 29ª giornata | Taranto | 1 – 2 | Palermo |  |

| 16 aprile 1978 30ª giornata | Palermo | 4 – 1 | Avellino |  |

| 23 aprile 1978 31ª giornata | Como | 1 – 1 | Palermo |  |

| 30 aprile 1978 32ª giornata | Palermo | 3 – 1 | Modena |  |

| 7 maggio 1978 33ª giornata | Lecce | 1 – 0 | Palermo |  |

| 14 maggio 1978 34ª giornata | Palermo | 1 – 0 | Bari |  |

| 21 maggio 1978 35ª giornata | Palermo | 2 – 1 | Ternana |  |

| 28 maggio 1978 36ª giornata | Catanzaro | 3 – 1 | Palermo |  |

| 4 giugno 1978 37ª giornata | Palermo | 0 – 0 | Cremonese |  |

| 11 giugno 1978 38ª giornata | Cesena | 2 – 0 | Palermo |  |

### Coppa Italia
| Vicenza 21 agosto 1977 Prima fase - 1ª giornata | Lanerossi Vicenza | 1 – 2 | Palermo |  |

| 24 agosto 1977 Prima fase - 2ª giornata |  | – Riposa |  |  |

| Palermo 28 agosto 1977 Prima fase - 3ª giornata | Palermo | 2 – 3 | Napoli |  |

| Avellino 31 agosto 1977 Prima fase - 4ª giornata | Avellino | 2 – 0 | Palermo |  |

| Palermo 4 settembre 1977 Prima fase - 5ª giornata | Palermo | 2 – 0 | Catanzaro |  |

## Satistiche

### Statistiche di squadra
| Competizione | Punti | In casa | In casa | In casa | In casa | In casa | In casa | In trasferta | In trasferta | In trasferta | In trasferta | In trasferta | In trasferta | Totale | Totale | Totale | Totale | Totale | Totale | DR |
| Competizione | Punti | G       | V       | N       | P       | Gf      | Gs      | G            | V            | N            | P            | Gf           | Gs           | G      | V      | N      | P      | Gf     | Gs     | DR |
| ------------ | ----- | ------- | ------- | ------- | ------- | ------- | ------- | ------------ | ------------ | ------------ | ------------ | ------------ | ------------ | ------ | ------ | ------ | ------ | ------ | ------ | -- |
| Serie B      | 40    | 19      | 9       | 10      | 0       | 23      | 8       | 19           | 3            | 6            | 10           | 19           | 28           | 38     | 12     | 16     | 10     | 42     | 36     | +6 |
| Coppa Italia |       | 2       | 1       | 0       | 1       | 4       | 3       | 2            | 1            | 0            | 1            | 2            | 3            | 4      | 2      | 0      | 2      | 6      | 6      | 0  |
| Totale       |       | 21      | 10      | 10      | 1       | 27      | 11      | 21           | 4            | 6            | 11           | 21           | 31           | 42     | 14     | 16     | 12     | 48     | 42     | +6 |

### Statistiche dei giocatori
Fonte:
| Giocatore      | Serie B  | Serie B | Serie B     | Serie B    | Coppa Italia | Coppa Italia | Coppa Italia | Coppa Italia | Totale   | Totale | Totale      | Totale     |
| Giocatore      | Presenze | Reti    | Ammonizioni | Espulsioni | Presenze     | Reti         | Ammonizioni  | Espulsioni   | Presenze | Reti   | Ammonizioni | Espulsioni |
| -------------- | -------- | ------- | ----------- | ---------- | ------------ | ------------ | ------------ | ------------ | -------- | ------ | ----------- | ---------- |
| G. Beretta     | 1        | 0       | ?           | ?          | ?            | ?            | ?            | ?            | 1+       | 0+     | ?           | ?          |
| P. Borsellino  | 31       | 1       | ?           | ?          | ?            | ?            | ?            | ?            | 31+      | 1+     | ?           | ?          |
| F. Brignani    | 32       | 1       | ?           | ?          | ?            | ?            | ?            | ?            | 32+      | 1+     | ?           | ?          |
| M. Brilli      | 36       | 0       | ?           | ?          | ?            | ?            | ?            | ?            | 36+      | 0+     | ?           | ?          |
| A. Cerantola   | 20       | 0       | ?           | ?          | ?            | ?            | ?            | ?            | 20+      | 0+     | ?           | ?          |
| V. Chimenti    | 38       | 16      | ?           | ?          | ?            | ?            | ?            | ?            | 38+      | 16+    | ?           | ?          |
| F. Citterio    | 25       | 0       | ?           | ?          | ?            | ?            | ?            | ?            | 25+      | 0+     | ?           | ?          |
| A. Conte       | 23       | 5       | ?           | ?          | ?            | ?            | ?            | ?            | 23+      | 5+     | ?           | ?          |
| M. Di Cicco    | 35       | 0       | ?           | ?          | ?            | ?            | ?            | ?            | 35+      | 0+     | ?           | ?          |
| E. Favalli     | 20       | 0       | ?           | ?          | ?            | ?            | ?            | ?            | 20+      | 0+     | ?           | ?          |
| L. Frison      | 23       | -19     | ?           | ?          | ?            | ?            | ?            | ?            | 23+      | -19+   | ?           | ?          |
| V. Iozzia      | 10       | 0       | ?           | ?          | ?            | ?            | ?            | ?            | 10+      | 0+     | ?           | ?          |
| F. Larini      | 10       | 0       | ?           | ?          | ?            | ?            | ?            | ?            | 10+      | 0+     | ?           | ?          |
| D. Lugheri     | 1        | 0       | ?           | ?          | ?            | ?            | ?            | ?            | 1+       | 0+     | ?           | ?          |
| S. Magistrelli | 28       | 7       | ?           | ?          | ?            | ?            | ?            | ?            | 28+      | 7+     | ?           | ?          |
| V. Majo        | 35       | 5       | ?           | ?          | ?            | ?            | ?            | ?            | 35+      | 5+     | ?           | ?          |
| C. Osellame    | 32       | 4       | ?           | ?          | ?            | ?            | ?            | ?            | 32+      | 4+     | ?           | ?          |
| G. Puma        | 2        | 0       | ?           | ?          | ?            | ?            | ?            | ?            | 2+       | 0+     | ?           | ?          |
| A. Trapani     | 16       | -17     | ?           | ?          | ?            | ?            | ?            | ?            | 16+      | -17+   | ?           | ?          |
| S. Vullo       | 33       | 1       | ?           | ?          | ?            | ?            | ?            | ?            | 33+      | 1+     | ?           | ?          |